# Svälttjärnen, Jämtland
Svälttjärnen är en sjö i Åre kommun i Jämtland och ingår i Indalsälvens huvudavrinningsområde.